# Kaplica św. Sebastiana w Podegrodziu
Kaplica Świętego Sebastiana — zabytkowa kaplica wzniesiona około 1849 r., na dawnym cmentarzu cholerycznym (powstał w 1831 r.), znajdująca się w Podegrodziu. Kaplica została nazwana imieniem Św. Sebastiana, dlatego że był on orędownikiem w czasie epidemii. Chciano w ten sposób uchronić ludzi przed epidemią cholery, która nawiedziła Sądecczyznę.
Co roku odbywa się uroczysta procesja, wychodząca z kościoła parafialnego do tej kaplicy. 

## Architektura
Kaplica wybudowana w stylu barokowo-klasycystycznym, z kamienia, otynkowana. Prostokątna, z niewielką apsydą, zamknięta półkoliście. Dach dwuspadowy, kryty blachą. Fasada ujęta pilastrami, między którymi znajduje się wejście. Szczyt trój strefowy, a w nim nisza z płaskorzeźbą Chrystusa Ukrzyżowanego między Matką Boską Bolesną i św. Janem Ewangelistą.  

## Wnętrze
W barokowo-ludowym ołtarzu obraz męczeństwa Św. Sebastiana, namalowany przez Alfreda Załuskiego, ufundowany przez mieszkańców Podegrodzia. Pochodzące z kaplicy dwa ozdobne, drewniane lichtarze trójramienne oraz ludowa rzeźba Chrystusa upadającego pod krzyżem z Szymonem Cyrenejczykiem przechowywane są na plebanii.
Kaplica odnowiona gruntownie w 1997 oraz 2010 roku.